# Popcorn Books
Popcorn Books — российское издательство, основанное в 2018 году как подразделение издательства Individuum. Специализируется на литературе для подростков и молодёжи.

## История
Издательство было основано владельцами приложения для чтения электронных книг «Букмейт». Изначально «Букмейту» принадлежало 65,5 % активов издательства, остальное — Алексею Докучаеву и гендиректору «Букмейта» Андрею Баеву. В июле 2022 года выкуплено Денисом Котовым. Руководитель издательства — Сатеник Анастасян
Издательство активно выпускало книги в тематике ЛГБТ, в том числе «Лето в пионерском галстуке» и «О чём молчит Ласточка» Елены Малисовой и Катерины Сильвановой, «Дни нашей жизни» Микиты Франко, «Девушка из Дании» Дэвида Эберсхоффа.
В 2021 году выручка ООО «Попкорн букс» составила 10,1 млн руб., а чистый убыток — 1,4 млн руб. В 2022 году продажи книг издательства, по оценке Sostav.ru, могли бы составлять порядка 500 млн рублей, но из-за закона о полном запрете пропаганды ЛГБТ в России активы издательства упали в цене.
Издательство участвовало в книжной ярмарке Non/fiction вместе с издательством Individuum, но в 2022 году книг издательства Popcorn Books на ярмарке не было.
Popcorn Books стало первым российским издательством, против которого было возбуждено административное дело о пропаганде нетрадиционных сексуальных отношений или предпочтений, согласно Закону о запрете пропаганды ЛГБТ, принятому в начале 2023 года.
Денис Котов на встрече с Александром Хинштейном, инициатором законопроекта, пообещал кардинальную смену политики издательства и «продекларировал категорическое неприятие ЛГБТ-культуры».
В феврале 2023 года Котов заявил, что ищет покупателя на этот актив. В августе того же года издательская группа «Эксмо» приобрела 51 % издательства Popcorn Books.

## Уголовное преследование
14 мая 2025 года стало известно «об изъятии материалов, связанных с книгами Popcorn Books» в связи с возбуждением уголовного дела по ч. 1.1 ст. 282.2 УК РФ.. Были задержаны несколько сотрудников холдинга «Эксмо» по обвинению «в пропаганде ЛГБТ». После этого «Эксмо» отправил магазинам «просьбу утилизировать 50 книг», в том числе «Девушка из Дании», «Лето в пионерском галстуке» и другие книги издательств Popcorn Books и Individuum.